# Pierre-Étienne Flandin
Pour les articles homonymes, voir Flandin.
Pierre-Étienne Flandin, né le 12 avril 1889 à Paris 16e (Seine) et mort le 13 juin 1958 à Saint-Jean-Cap-Ferrat (Alpes-Maritimes), est un avocat et homme d'État français.
Chef de file de la droite libérale et dirigeant de l'Alliance démocratique dans les années 1930, il est président du Conseil (chef du gouvernement) de novembre 1934 à mai 1935 et organise la conférence de Stresa, en Italie, pour faire front commun contre le réarmement de l'Allemagne. En 1938, il approuve les « accords de Munich » en adressant ses félicitations personnelles aux quatre signataires (Chamberlain, Daladier, Mussolini et Hitler). En décembre 1940, il est vice-président du Conseil en remplacement de Laval et ministre des Affaires étrangères du régime de Vichy pendant 57 jours.
Frappé d'indignité nationale pour sa participation à Vichy, il effectue 26 mois de prison à la Libération avant d'être relevé de sa condamnation.

## Biographie

### Jeunesse et études
Membre de la famille Flandin, il est le fils d'Étienne Flandin, député puis sénateur de l'Yonne et résident général de France en Tunisie, et de Marie-Léonie-Pauline Ribière.
Après de brillantes études secondaires au lycée Carnot, il étudie à l'École libre des sciences politiques ainsi qu'à la faculté de droit de l'université de Paris. Il est titulaire d'un doctorat en droit de l'université de Paris obtenu en 1914. 
Il s'inscrit au barreau où il est secrétaire d'Alexandre Millerand. Candidat aux élections législatives de 1914, il est élu député de l'Yonne, à peine âgé de 25 ans.
Il fut marié à Marguerite Barbier (1891-1970), fille de Léon Barbier (1853-1919), industriel et sénateur de la Seine, dont postérité.

### Spécialiste de l'aéronautique

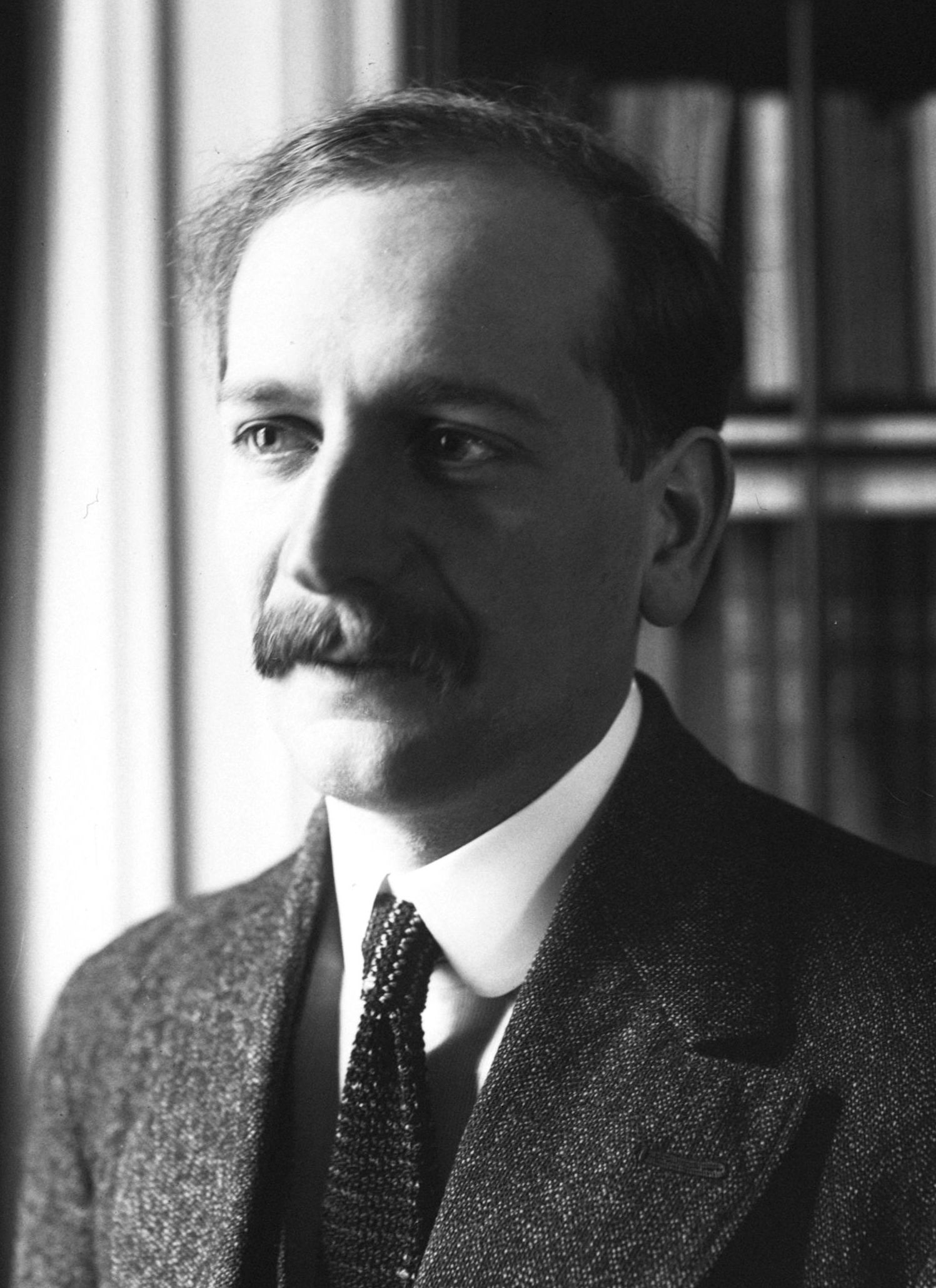
Pierre-Étienne Flandin en 1914.

Sur sa demande, Flandin effectue son service militaire dans les aérostiers et obtient son brevet de pilote-aviateur en 1912, à l'époque héroïque de la conquête de l'air. Il est affecté à la mobilisation de 1914, à la réserve générale des pilotes puis à l'escadrille M.F. 33. Mais il est bientôt rappelé en mission à la direction de l'Aéronautique au ministère de la Guerre, cumulant ses fonctions avec celles de rapporteur de l'Aéronautique à la commission de l'Armée et à la sous-commission de Défense nationale. Appelé en 1917, par le président Painlevé, à la direction du Service aéronautique interallié, il est chargé d'organiser la participation de l'aviation américaine, en liaison avec l'aviation française et l'aviation britannique. À l'armistice, il est chargé par Clemenceau de préparer la Convention internationale de navigation aérienne qui devait être annexée au traité de Versailles. Il devient alors le premier président de la Commission internationale, avec pour mission d'organiser la navigation aérienne dans le monde. Il y représente la France pendant dix ans et y joue un rôle prépondérant. Ses compétences aéronautiques l'appellent naturellement à occuper le poste de sous-secrétaire d'État à l'Aéronautique et aux Transports aériens en 1919. Il y réalise une œuvre notable :
- choix et construction des premiers ports aériens : Le Bourget, Orly, Marignane, Ajaccio et, en Afrique du Nord, Oran, Alger, Tunis et Rabat ;
- rédaction et promulgation du statut des premières compagnies de navigation aérienne ;
- inauguration des premières lignes commerciales de transport de passagers, de poste et de fret par avions et hydravions ;
- définition et vote de la législation aérienne ;
- création de l'Office national météorologique ;
- centralisation des services techniques et industriels de l'Aéronautique.

En reconnaissance de ses services au progrès de l'aviation marchande, dont il est l'animateur, l'Aéro-Club de France lui décerne sa grande médaille d'or puis l'appelle à sa présidence en remplacement d'André Michelin. Flandin y organise la première croisière aérienne touristique et les premiers rallyes civils. Lorsqu'il est appelé, à partir de 1930, à jouer un rôle de plus en plus important dans la politique, il démissionne de la présidence active mais reste président d'honneur de l'Aéro-Club. Les contacts qu'il acquiert dans l'aéronautique le rapprochent du groupe Bouilloux-Lafont, qui détient la Compagnie générale aéropostale et dont il devient l'avocat. Il est impliqué en 1931 dans l'affaire de l'Aéropostale en raison des incertitudes qui entourent son rôle exact dans la gouvernance du groupe.
Réélu député de l'Yonne en 1919 et en 1924, il prend une place de plus en plus importante à la Chambre des députés. Membre de la Commission du suffrage universel, il rapporta favorablement le vote des femmes, mais le projet échoue au Sénat. Désigné pour la commission des Finances, il est rapporteur de plusieurs budgets. Abordant avec aisance la tribune, il s'y distingue par la précision de ses exposés. Il est vice-président de la Chambre des députés en 1928. Mais il est appelé par André Tardieu à siéger au gouvernement, fonction qu'il ne devait plus quitter jusqu'en 1936.

### Patron de l'Alliance démocratique

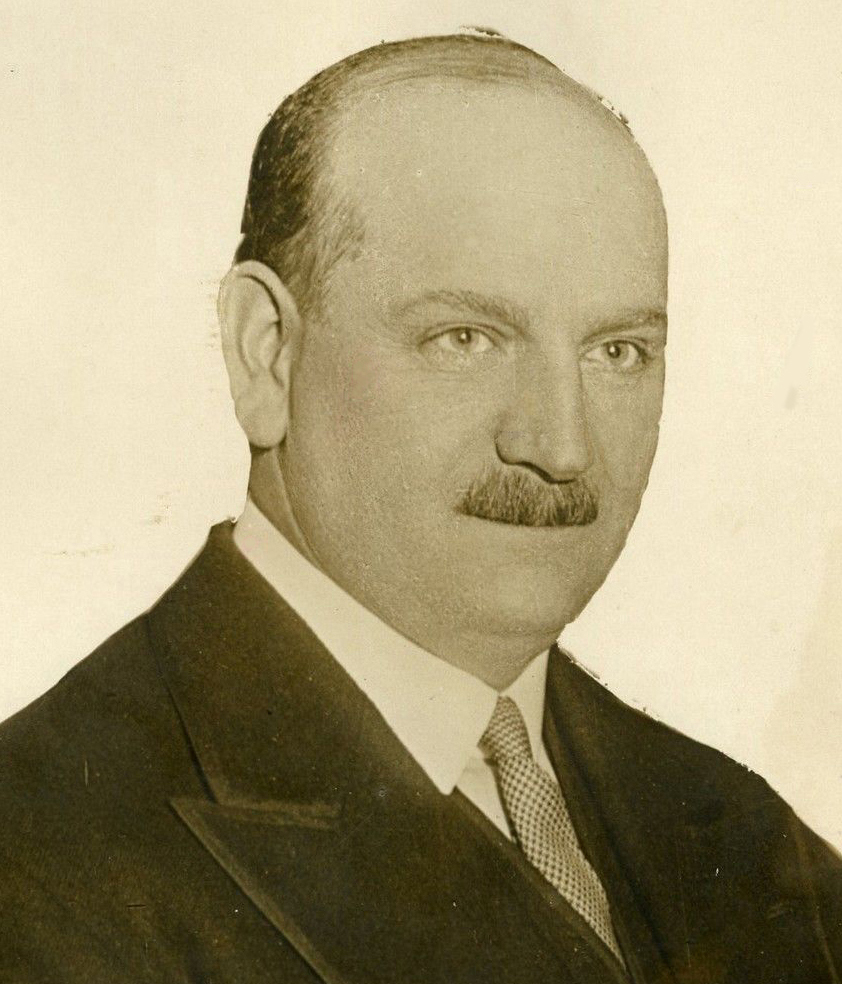
Pierre-Étienne Flandin en 1931.

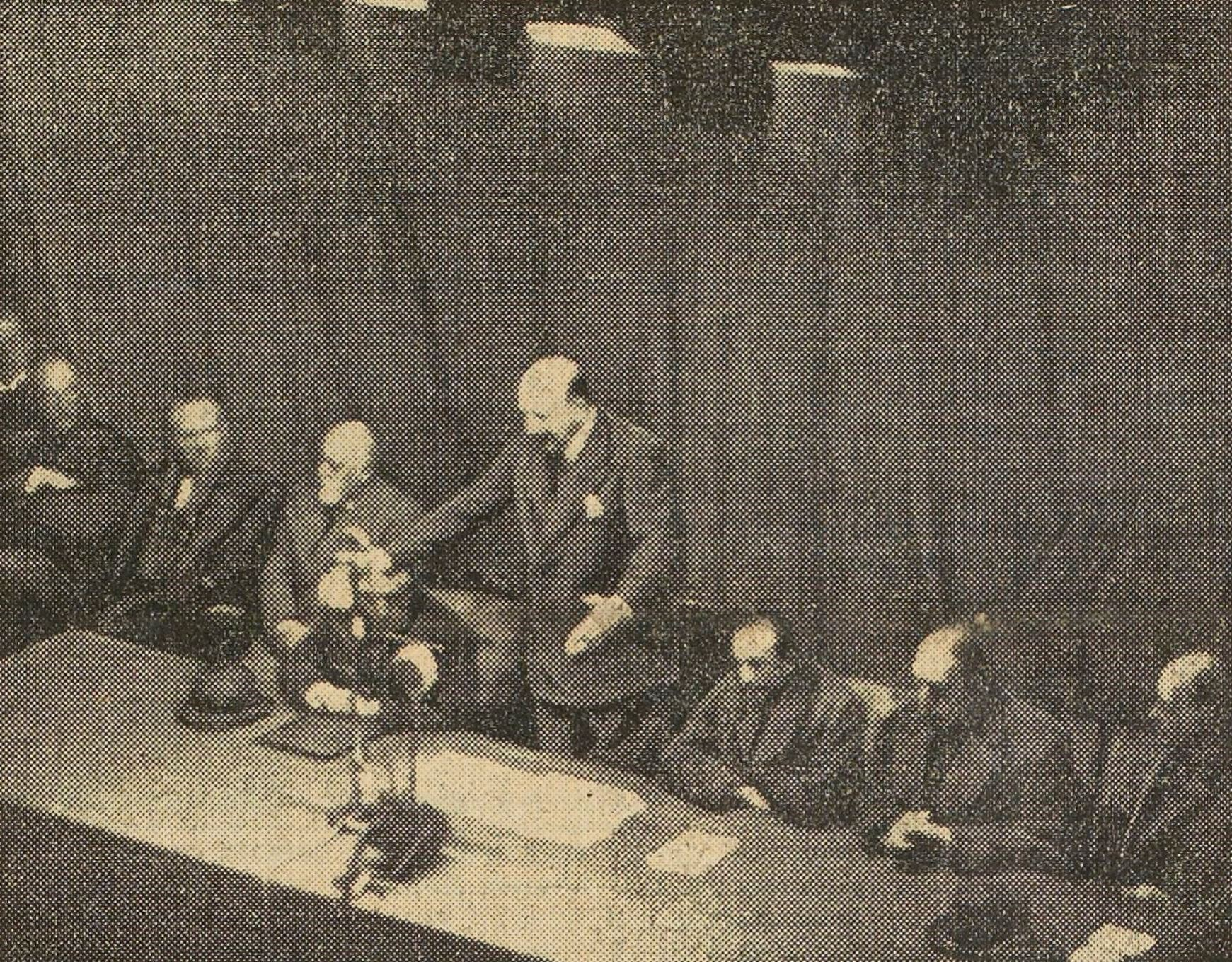
Flandin prononçant un discours au congrès de l'Alliance démocratique à Arras (1934).

C'est au début des années 1930 que sa carrière politique prend son envol. Il est ministre du Commerce et de l'Industrie dans les cabinets Tardieu de 1930 ; ministre des Finances dans ceux de Laval en 1931-1932 ; puis à nouveau dans celui de Tardieu en 1932. Membre de l'Alliance démocratique en 1914, il en prend la tête en 1933. Il y défend une ligne centriste d'alliance avec les radicaux contre Paul Reynaud et André Tardieu, qui poussent à la création d'une formation réunissant la droite. Il s'inscrit ainsi dans la tradition du grand parti de la droite libérale sous la Troisième République, porté vers l'alliance des centres depuis sa fondation en 1901.
En tant que ministre du Commerce, il règle le statut de la Compagnie française des pétroles et sa participation à l'Irak Petroleum Company, et représente la France, sur la proposition d'Aristide Briand, aux conférences économiques de la Société des Nations et à l'Assemblée de Genève. Ministre des Finances, il a à faire face à la crise des banques que l'économie française traverse. En renflouant la Banque nationale de crédit, il évite un krach qui eût plongé la France dans les mêmes difficultés que celles qui obligèrent finalement la Belgique, l'Angleterre et même les États-Unis à dévaluer leur monnaie. En dépit de la faillite allemande, du moratoire Hoover et de la dévaluation anglaise, c'est sous son administration financière que la Banque de France a atteint le record de son encaisse or (5 200 tonnes).

### Chef du gouvernement en pleine tempête

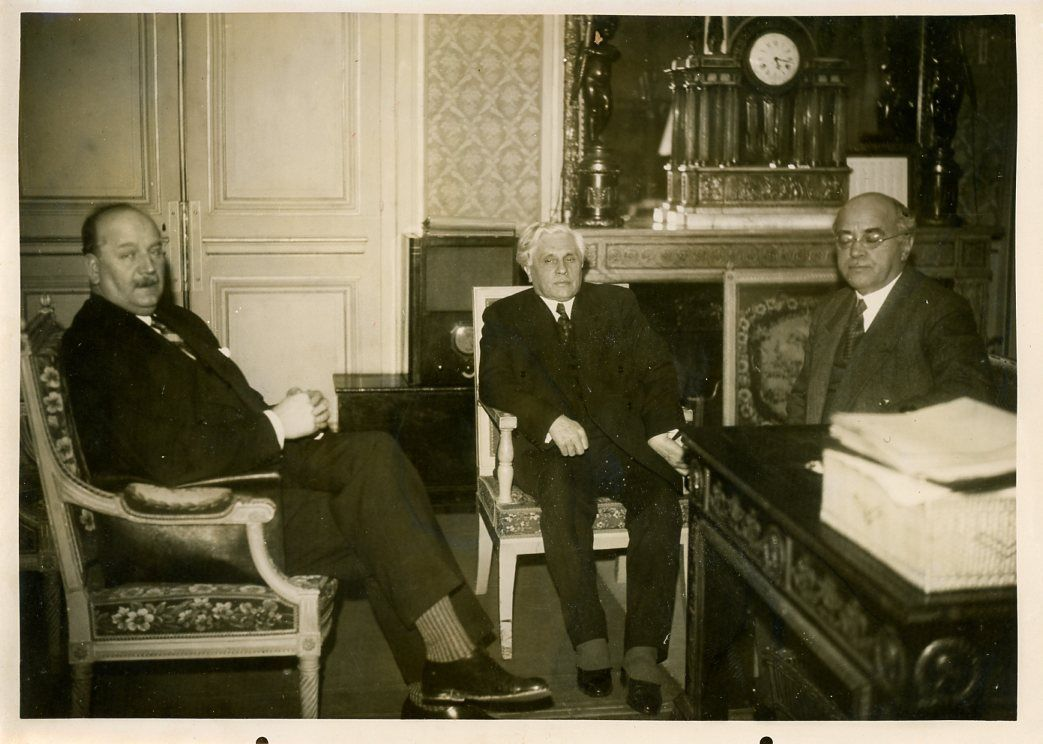
Pierre-Étienne Flandin, Joseph Paul-Boncour et Albert Sarraut, ministres du second gouvernement Albert Sarraut (24 janvier 1936 - 4 juin 1936).

En janvier 1935, Pierre-Étienne Flandin présente un programme économique qui est « salué par une explosion de hausses » à la Bourse de Paris, portée aussi par les accords franco-italiens concernant les possessions coloniales des deux pays en Afrique.
Au mois de mai 1935, une offensive spéculative est déclenchée contre le franc. Victime d'un grave accident d'automobile à Auxerre, Flandin affronte la tribune le bras cassé pour empêcher la dévaluation monétaire. Il y réussit, mais son cabinet, amputé de son ministre des Finances, Louis Germain-Martin, est renversé. Il entre comme ministre d'État dans le cabinet Laval et, à la chute de ce dernier, devient ministre des Affaires étrangères dans le cabinet d'Albert Sarraut. Il doit faire face à une grave crise diplomatique provoquée par la réoccupation de la rive gauche du Rhin par l'armée allemande. Flandin aurait voulu que la France s'opposât à cette réoccupation, mais fut incapable de défendre cette position vis-à-vis de ses collègues du gouvernement[réf. nécessaire], comme vis-à-vis des signataires des accords de Locarno, notamment le Royaume-Uni, garants de l'exécution de ce traité ; à peine obtient-il à Londres, la conclusion d'un accord franco-anglais qui valait alliance militaire pour l'avenir.
Finalement, la passivité du ministère Flandin des Affaires étrangères face à la réoccupation constitue une des premières reculades importantes de la France face à Hitler, et annonce l'attitude munichoise que Flandin adoptera à partir de l'arrivée du Front populaire.

### L'opposition face au Front populaire et l'esprit munichois
Les élections de 1936 amènent le Front populaire au pouvoir. Flandin quitte le gouvernement pour devenir, à la Chambre, le chef de l'opposition nationale. Il fait montre alors d'inconséquence face à la menace hitlérienne, sans doute par anticommunisme et manque de hauteur de vue, jusqu'à devenir progressivement le « premier Munichois de France. » Président de l'Alliance démocratique depuis 1933, il mène une vigoureuse campagne dans le pays, multipliant les discours où il passe au crible la politique économique et financière du Front populaire, ainsi que ce qu'il estime être les erreurs diplomatiques du gouvernement. Ces controverses l'opposent non seulement à Léon Blum mais aussi, dans son propre parti, à Paul Reynaud, dont il désapprouve les thèses dévaluationnistes, les positions fermes contre Hitler et l'action qui mènerait, selon lui, la France à la guerre, dans un état d'impréparation matérielle et morale.
Connaissant les faiblesses du pacte franco-soviétique, puisqu'il avait été conclu sous son gouvernement en mai 1935 et qui avait été ratifié en mars 1936, témoin en outre des incertitudes britanniques dues à l'état de faiblesse militaire du Royaume-Uni en face du réarmement allemand, il adopte avant l'heure une position défaitiste ; il propose d'abandonner à l'Allemagne l'Europe centrale qu'il juge indéfendable et de se replier sur les forces de l'Empire français (politique dite de « repli impérial »). Il approuve ainsi les accords de Munich, avec la grande majorité de l'opinion en France et en Angleterre, mais pousse son militantisme, au-delà des rassemblements politiques et d'une campagne de presse, jusqu'à envoyer un message personnel de félicitations à Hitler, ce qui provoque des remous et des démissions au sein de son parti. Les communistes et certains nationalistes s'en prennent alors violemment à lui le considérant comme un « traître » ou comme le pire des Munichois de France. Ainsi, le royaliste Jacques Renouvin le giflera à deux reprises publiquement alors que Flandin déposait une gerbe sur le tombeau du Soldat inconnu (14 novembre 1938). Ce « télégramme à Hitler » devient le symbole du renoncement et de la faillite morale d'une certaine droite française et sera abondamment exploité dans la suite contre Flandin. Il s'en expliquera ainsi avec une certaine désinvolture : « On a complimenté M. Chamberlain, on a complimenté M. Daladier, on a complimenté M. Mussolini. Alors j'ai complimenté M. Hitler. » De manière très compromettante pour Flandin, Adolf Hitler lui répond par télégramme, en date du 2 octobre 1938, en écrivant, avant l'heure, le mot « collaboration » : « Je vous donne ici l'assurance de mes sentiments reconnaissants pour vos efforts énergiques en faveur d'une entente et d'une collaboration complètes entre l'Allemagne et la France. Je les ai suivis avec un sincère intérêt et je souhaite qu'ils aient des résultats plus étendus. »
Jacques Renouvin s'exprimera dans la presse sur la signification de son geste : « […] précisément parce que je suis un patriote cent pour cent, j'ai estimé qu'en portant des fleurs sur le tombeau de l'Inconnu après avoir eu le front d'envoyer ses félicitations scandaleuses à Hitler M. Flandin méritait une correction. Je l'ai donc giflé, espérant que cette leçon servirait aux Français égarés qui seraient tentés de se livrer aux mêmes bassesses. »

### Guerre de 1939-1945 et rôle à Vichy
Lorsque la guerre éclate, Flandin n'appuie pas moins les mesures qui peuvent contribuer à renforcer la défense occidentale. Durant la campagne de France, il ne suit pas le gouvernement à Bordeaux mais s'installe à Domecy-sur-Cure, dans l'Yonne, dont il est le maire depuis de très nombreuses années. Très apprécié des populations de l'Avallonnais, qu'il représentait au Parlement depuis plus de 25 ans, il contribue par sa présence, conformément aux instructions du gouvernement et plus spécialement du ministre de l'Intérieur Mandel, à maintenir sur place les autorités et à éviter l'exode qui gênait les opérations militaires. Sa maison est occupée le 16 juin par la Wehrmacht.
Au cours de la séance privée tenue par les membres de la Chambre et du Sénat le 10 juillet 1940, à Vichy, Pierre-Étienne Flandin intervint : « Si nous ne voulons pas perdre l'âme de la France, si nous voulons que la France se maintienne partout vivante et unie, il faut que nous lui montrions l'exemple, il faut que nous lui disions que, quelles que soient nos réserves – j'ose employer ce terme – nos divisions doivent cesser en présence de la situation devant laquelle nous nous trouvons ». Il vota en conséquence l'article unique du projet de loi constitutionnelle qui confie les pleins pouvoirs au maréchal Pétain.
Il ne peut faire prévaloir ses vues contre celles de Pierre Laval. Aussi est-il écarté du gouvernement. Quittant Vichy aussitôt, Flandin retourne dans l'Yonne où il se met au service de ses compatriotes et des nombreux réfugiés qui y sont bloqués. Dans une région privée d'électricité, de transports, de ravitaillement et même bientôt de moyens monétaires, il rassemble les maires, défend la population contre les exigences de l'occupant, n'hésitant pas à payer de sa personne.

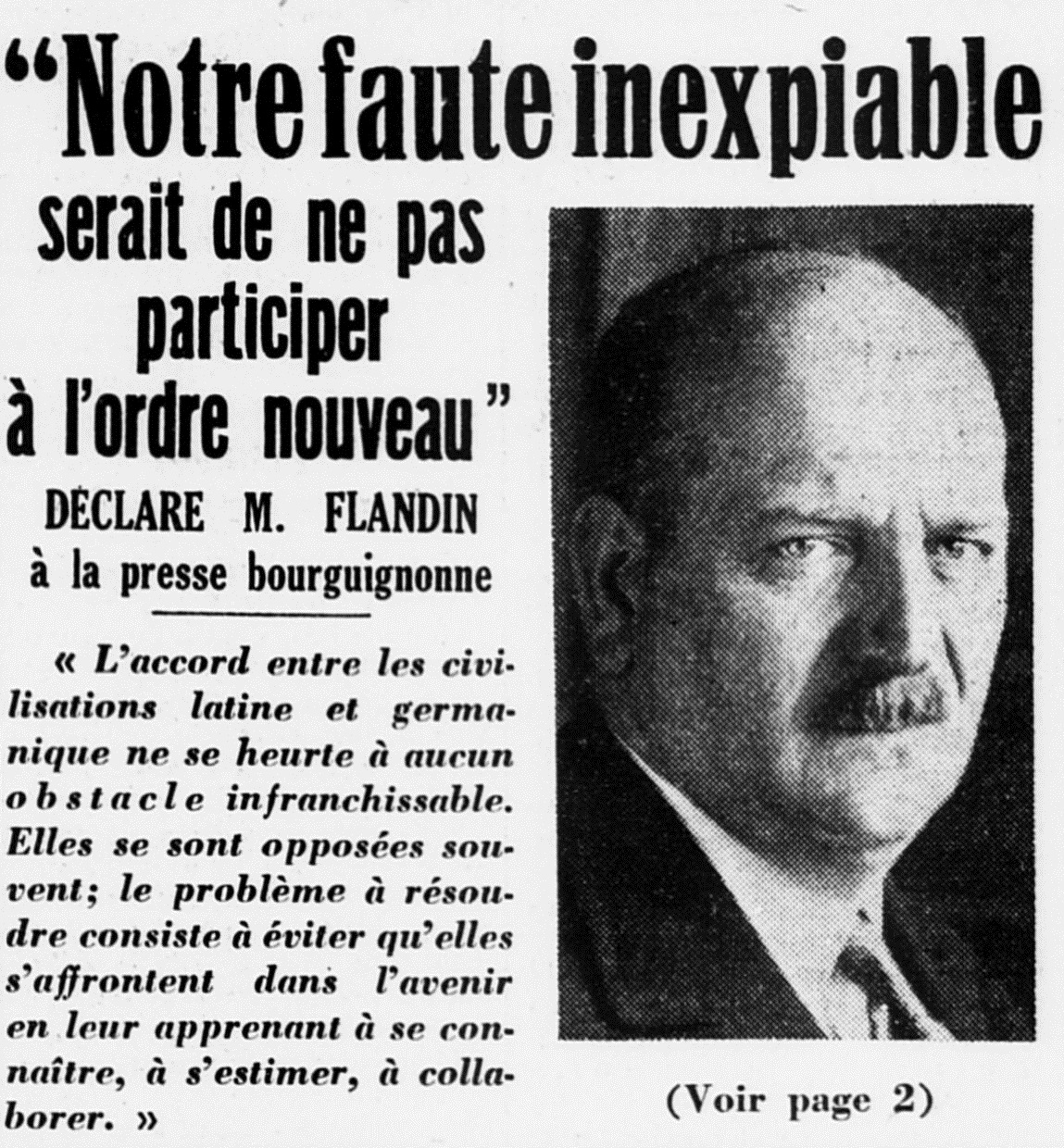
Pierre-Étienne Flandin, vice-président du Conseil et ministre des Affaires étrangères du gouvernement, appuie la politique de collaboration du régime de Vichy à la une du journal L'Ouest-Éclair, 18 novembre 1940.

Convoqué par le maréchal Pétain, en novembre 1940 à Vichy, il ne lui cache pas sa désapprobation d'une politique qui tend, par les négociations directes menées par Laval avec Goering, à provoquer un conflit entre la France et le Royaume-Uni, par le biais d'une expédition au Tchad contre les Forces françaises libres ralliées au général de Gaulle. Trois semaines après, le maréchal Pétain écarte Pierre Laval du gouvernement et appelle Flandin pour lui succéder.
Quand il est convoqué à Vichy le 6 décembre par le maréchal Pétain, il envoie un message à Abetz l’assurant de sa loyauté envers Laval et la politique de collaboration.
Pendant la courte période de cinq semaines où Flandin occupe le double poste de président du conseil des ministres et de ministre des Affaires étrangères, il tente d'améliorer les relations de la France à la fois avec l'Allemagne et avec la Grande-Bretagne. Il fait conduire des négociations secrètes avec la Grande-Bretagne par l'intermédiaire du professeur Louis Rougier et du ministre Jacques Chevalier. Elles aboutissent à un modus vivendi qui permet de ravitailler la zone libre par les ports de la Méditerranée, et garantissent le Royaume-Uni contre toute initiative française allant au-delà de la stricte application des clauses de l'armistice. Flandin, cependant, sincère partisan de la politique de Montoire veut aussi une collaboration loyale avec les Allemands et prévient donc, le 6 janvier 1941, la Commission d'armistice que des accords ont été trouvés avec les Britanniques permettant la levée du blocus afin de laisser entrer en zone non occupée des produits de consommation courante. Comme c'était prévisible, les Britanniques rompent les accords dès qu'ils sont prévenus de la rupture du secret de ces accords.
Pierre-Étienne Flandin ne réussit pas mieux avec les Allemands : le 29 janvier, il leur propose la construction en commun, en zone occupée, d'un nouvel avion de chasse. Mais Otto Abetz, l'ambassadeur d'Allemagne à Paris, refuse systématiquement de le rencontrer car les Allemands n'ont pas accepté le départ de Laval. Refusant tout contact avec son successeur, ils exigent le départ de Flandin. Il démissionne le 9 février 1941.
Sous la menace d'un véritable blocus dans la zone occupée, Flandin ne peut regagner sa maison de l'Yonne et se réfugie sur la Côte d'Azur. De là et, en apparence, retiré de toute action politique, il entreprend plusieurs voyages en Afrique du Nord où il entre en relation avec le diplomate américain Robert Murphy. Quittant définitivement le territoire métropolitain en octobre 1942, il se trouve à Alger lors du débarquement des Anglo-Américains. Installé aux environs de Philippeville, il reçoit à plusieurs reprises Randolph Churchill, le fils de Winston Churchill, chargé de mission auprès de Tito. 
Le Comité d'Alger demande son arrestation le 20 décembre 1943 sous l'inculpation d'intelligence avec l'ennemi. Il est arrêté avec Marcel Peyrouton, gouverneur général de l'Algérie, Pierre Boisson, gouverneur général de l'AOF, et le général d'aviation Bergeret, tous connus pour leurs engagements vichystes.

### Après 1945
Bénéficiant d'un non-lieu sur toute autre inculpation que d'avoir appartenu au gouvernement de Vichy mais, à ce titre, devant être déclaré de droit coupable d'indignité nationale, Pierre-Étienne Flandin comparait devant la Haute Cour en juillet 1946, après avoir passé 26 mois en prison. Après trois jours de débats où est évoquée toute l'action politique du président Flandin avant et pendant la guerre, la Haute Cour décide de le relever de l'indignité nationale pour services rendus à la cause alliée. Il reste cependant inéligible en vertu de la loi proposée par André Le Troquer et votée en octobre 1946, qui dispose que les personnes frappées de la dégradation nationale seront inéligibles « même si elles en avaient été relevées ».
Il fait sa rentrée politique publique en février 1948 lors du 34e congrès, le premier depuis la guerre, de son parti, l'Alliance démocratique, qu'il préside. Il dénonce la loi sur l'inéligibilité à plusieurs reprises et participe aux réunions des « épurés », comme le « banquet des mille » en mars 1948. L'Alliance démocratique rassemble alors des anciens acteurs politiques de la IIIe République et quelques élus comme Antoine Pinay, l'un de ses vice-présidents. Son influence est limitée mais Flandin et ses amis tentent de la faire vivre, en l'ancrant dans la confédération du Rassemblement des gauches républicaines. Inéligible, Flandin se présente cependant aux élections sénatoriales dans l'Yonne en mai 1952. Il ne recueille que 296 voix sur 814 et ces suffrages sont écartés lors de la proclamation des résultats. En revanche, en 1955, il est réélu conseiller général du canton de Vézelay, rendu vacant par la maladie de son frère Charles, qui lui avait succédé.
Il conserve alors une certaine audience dans les milieux modérés. Il s'exprime sur la guerre d'Algérie et sur des questions de politique internationale, dans le Bulletin de Paris et dans La Revue des deux mondes, ou bien dans les réunions de l'Union des intellectuels indépendants. Il combat ainsi le projet de la Communauté européenne de défense. De janvier 1954 à son décès, il préside le Centre des hautes études américaines et plusieurs de ses déjeuners mensuels qui rassemblent des élus, des patrons et des intellectuels ; il s'y était engagé dès 1949 et avait collaboré à ses cahiers, les Études américaines, et à la Nouvelle revue de l'économie contemporaine.
Il est inhumé au cimetière du village de Domecy-sur-Cure dans l'Yonne.
Il est le père de Rémy Flandin, énarque de la promotion France-Combattante, inspecteur des finances, mort le 16 octobre 1955 dans un accident d'avion.[réf. nécessaire]

## Publications
- Politique française, 1919-1940, Les Éditions nouvelles, 1947.
- Ou s'unir ou mourir, Flammarion, 1937.
- Discours. Le Ministère Flandin. Novembre 1934 – mai 1935, Gallimard.

### Sources primaires
- Le Procès Flandin devant la Haute Cour de Justice, 23-26 juillet 1946, Éditions politiques, économiques et sociales, Librairie de Médicis, Paris.
- Prisons de l'épuration, Le Portulan, 1948, p. 178-181.